# Nelonen
Nelonen es un canal de televisión privado de Finlandia que emite programación generalista en abierto. Pertenece a Sanoma Media, una de las empresas editoriales más importantes del país.
Los medios de radiodifusión de la empresa están englobados en el grupo Nelonen Media, que cuenta con dos emisoras de radio y nueve canales de televisión.

## Historia
El origen de Nelonen es un canal de televisión por cable, PTV4, que se puso en marcha el 1 de enero de 1990. Su cobertura estaba restringida a Helsinki y sus alrededores. La editorial Sanoma invirtió en su puesta en marcha y, tras la aprobación de la televisión privada en 1993, se convirtió en accionista mayoritario. Durante varios años luchó por conseguir una concesión analógica en abierto para todo el país, algo que logró en 1996. El nuevo canal se llamó Nelonen (que en finés significa "cuatro") y comenzó a emitir el 1 de junio de 1997.
La programación de Nelonen es generalista, dirigida a un público urbano y con muchas producciones internacionales, en su mayoría de Estados Unidos. Si bien nunca pudo superar a MTV3, la principal televisión privada, Nelonen se convirtió en la cuarta opción en términos de audiencia. En el año 2008 comenzó a emitir en alta definición (HD) en simulcast en la Televisión por cable, mientras que las emisiones en abierto comenzaron en noviembre de 2017.
Con la llegada de la televisión digital terrestre, el grupo Sanoma lanzó canales complementarios: en 2003 puso en marcha Nelonen Plus, que en 2007 se convirtió en JIM, enfocado en los jóvenes. Y en 2009 estrenó Liv, un canal para las mujeres.

## Programación
La programación de Nelonen está orientada al entretenimiento y emite series, mayormente estadounidenses o europeas subtituladas al finlandés.